# Tenterfield Shire
Koordinaten: 29° 2′ S, 152° 1′ O

Tenterfield Shire ist ein lokales Verwaltungsgebiet (LGA) im australischen Bundesstaat New South Wales. Das Gebiet ist 7.322,793 km² groß und hat etwa 6.800 Einwohner.
Tenterfield liegt im äußersten Nordosten des Staates etwa 720 km nördlich der Metropole Sydney und 270 km südwestlich von Brisbane. Das Gebiet umfasst 43 Ortsteile und Ortschaften: Acacia Creek, Amosfield, Back Creek, Bolivia, Bookookoorara, Boonoo Boonoo, Boorook, Carrolls Creek, Cottonvale, Cullendore, Drake, Drake Village, Dumaresq Valley, Forest Land, Jennings, Koreelah, Legume, Liston, Lower Acacia Creek, Maryland, Mingoola, Mole River, Rivertree, Rocky River, Ruby Creek, Sandy Flat, Sandy Hill, Silent Grove, Tarban, Tenterfield, Timbarra, Undercliffe, Upper Tooloom, Willsons Downfall, Woodside, Wylie Creek sowie Teile von Deepwater, Emmaville, Stannum, Tabulam, Torrington, Urbenville und Woodenbong. Der Sitz des Shire Councils befindet sich in der Stadt Tenterfield im Zentrum der LGA, wo etwa 2.800 Einwohner leben.

## Verwaltung
Der Tenterfield Shire Council hat zehn Mitglieder, die von den Bewohnern der fünf Wards gewählt werden (je zwei aus den Wards A bis E). Diese fünf Bezirke sind unabhängig von den Ortschaften festgelegt. Aus dem Kreis der Councillor rekrutiert sich auch der Mayor (Bürgermeister) des Councils.